# Menir da Abelhoa
O Menir da Abelhoa, também designado como Menir da Bulhoa, é um menir granítico localizado nas proximidades de Monsaraz, no município de Reguengos de Monsaraz, distrito de Évora, em Portugal. Em 1971 foi classificado como Monumento Nacional.

## Localização geográfica
Localiza-se na Herdade da Abelhoa, na estrada entre as aldeias de Outeiro e Telheiro, numa área de interface entre zona rural e urbana, numa zona aplanada na base da colina de Monsaraz, muito perto da localidade sede da freguesia, da qual dista cerca de quatro quilómetros. O menir faz parte de um núcleo que inclui os menires do Monte da Ribeira (CNS 11612) e do Outeiro (CNS 11314). 

## Caracterização
O menir foi talhado num bloco de granito, apresentando uma morfologia ovóide alongada, de aspecto fálico, com cerca de quatro metros de altura e um de diâmetro. As faces encontram-se profusamente decoradas com gravuras representando motivos solares raiadas, um báculo, e linhas quebradas, onduladas, serpenteadas e ziguezagueantes de diferentes dimensões.

## História
o menir enquadra-se cronologicamente no neolítico final / calcolítico, entre 3500 e 2000 a.C., na baliza cronológica geralmente atribuída ao chamado "universo megalítico eborense".
Foi identificado tombado e fracturado por José Pires Gonçalves em 1970, já sem a sua base, que terá sido entretanto reutilizada como peso de um lagar vizinho. Pela mesma data foi efectuado o restauro da base, permitindo recolocar o menir na que se supõe ser a sua posição original, embora o topo permaneça fracturado.
A 22 de Novembro de 1971 foi classificado pelo decreto nº 516/71 como Monumento Nacional.